# Endeis australis
Endeis australis is een zeespin uit de familie Endeidae. De soort behoort tot het geslacht Endeis. Endeis australis werd in 1907 voor het eerst wetenschappelijk beschreven door Hodgson. 